# سوسن غوک ژاپنی
سوسن غوک ژاپنی (نام علمی: Tricyrtis latifolia) نام یک گونه از سرده سوسن‌های غوک است.